# Xena
Xena er en fiktiv person i den amerikanske tv-serie Xena: Warrior Princess, spillet af amerikanske Lucy Lawless.